# Reus literari
Reus literari: periòdich català, festiu é il·lustrat va ser un periòdic satíric i literari que sortí a Reus des del 19 de novembre de 1891 fins al 3 de setembre de 1892.

## Història
Reus literari forma part del grup de revistes reusenques que sortiren a l'entorn d'algun grup de joves inquiets i publicaven temes literaris i notes festives, com ara Lo Ventall, Lo Lliri i La Palma. Dirigia el periòdic Jaume Gilabert Padreny, que després va ser substituït per Josep Carbonell Alsina. Com a col·laboradors hi havia Josep Aladern, Joan Arbós Aleu i Salvador Fàbregues. També hi col·laboraren Martí Folguera i Eugeni Mata. Els col·laboradors estaven vinculats o pertanyien al Grup modernista de Reus.
A la presentació es ve a dir que és un setmanari literari i festiu, i no satíric: " […] únicament la de presentar, com si diguéssim un petit tractat de literatura emplenant amb ell […] lo buyt qu'existeix en aquesta ciutat […] Res de satírics: detestem terminanment de ellas per los mals resultats que reportaven á tota classe de periódichs".
El periodista i historiador reusenc Gras i Elies n'elogia el contingut: "Fué una de las publicaciones, que en aquel período literario de nuestra ciudad mereció más la aceptación del público, por lo ameno, moral y recreativo de su texto".
Però segons Santasusagna "Publicava vuit pàgines d'humorisme mansoi i de literatura ablanida".
El periòdic publicava sobretot articles variats, de contingut literari generalment, i poesies. Va treure també alguns fulletons, com "Un Núvol de pas", de Joaquim Ayné Rabell. Com a seccions fixes inseria les "Notes", una mena de crònica literària, sobretot local, i "Cavilacions", on es publicaven xarades, jeroglífics, anagrames i trenca-closques, llavors molt en voga.

## Aspectes tècnics
Format foli, a vuit pàgines, s'imprimia a la Tipo-Litografia d'Eduard Navàs. Tenia la capçalera il·lustrada "i no pas genialment" diu l'erudit reusenc Joaquim Santasusagna, que explica que el desembre canvià el dibuix, ara realitzat per Ramon Miró Folguera. A la portada s'hi publicava un retrat, primer d'algun fill il·lustre de Reus, i després d'algú important, fos d'on fos. Sortia setmanalment. En van sortir 42 números que van tenir molta acceptació a la ciutat. Si hem de creure Gras i Elies, se n'editaven 1.000 exemplars de cada número, que per aquella època era un tiratge molt alt. L'últim número és del 3 de setembre de 1892.

## Localització
- Una col·lecció a la Biblioteca Central Xavier Amorós de Reus.[5]
- Una col·lecció a la Biblioteca de Catalunya.[6]